# Идея всеобщей истории во всемирно-гражданском плане
«Идея всеобщей истории во всемирно-гражданском плане» (нем. Idee zu einer allgemeinen Geschichte in weltbürgerlicher Absicht) — эссе Иммануила Канта, написанное в 1784 году.
Эссе состоит из девяти частей, в которых автор пытается доказать утверждение о победе морали и рационализма над корыстным интересом и индивидуализмом. Главным аргументом в защиту этого утверждения он считает очевидное развитие (эволюцию) мировой истории и создание гражданского общества. Он начинает с понятия свободы воли. И. Кант полагает, что все ее проявления (каковые и суть человеческие действия) определяются все же неким всеобщим законом природы - как и всякое другое природное явление.